# Polvorazo (militar)

Esquema de la construcción de un polvorazo.

Un polvorazo era una construcción de uso militar que consistía en un pequeño depósito de explosivos cubierto con piedras, tierra y arena, escondido casi a ras del suelo que los defensores de una posición hacían explotar por medio de dispositivos eléctricos al pasar cerca los atacantes.

## Invención
La construcción, conocida ya en Italia en el siglo XIV, es en principio una mina terrestre sin la carcasa y en que las esquirlas son reemplazadas por las piedras.
Durante la Guerra del Pacífico fue utilizada por las fuerzas peruanas durante el Asalto y toma del Morro de Arica y durante la Batalla de Chorrillos. 
Francisco Figueroa Brito, del batallón Quillota las describe al pasar: ... en la Santa Bárbara ven una guía extendida que daba a un polvorazo o entierro de dinamita para hacer reventar el fuerte.: 138 
Eran detonados a distancia por medios eléctricos o por medio de un detonador activado mecánicamente por el peso o movimiento de la víctima.: 1118 

## Nombre
En los informes contemporáneos a la guerra se usan indistintamente los tres nombres: mina, torpedo y polvorazo para la construcción.
En una carta citada por Benjamín Vicuña Mackenna en "Historia de la Campaña de Tacna i Arica", (página 1119), el comandante Vargas, cuyo pelotón fue el primer objetivo de las minas durante la guerra, llama a los artefactos torpedos.: 1118 

## Construcción

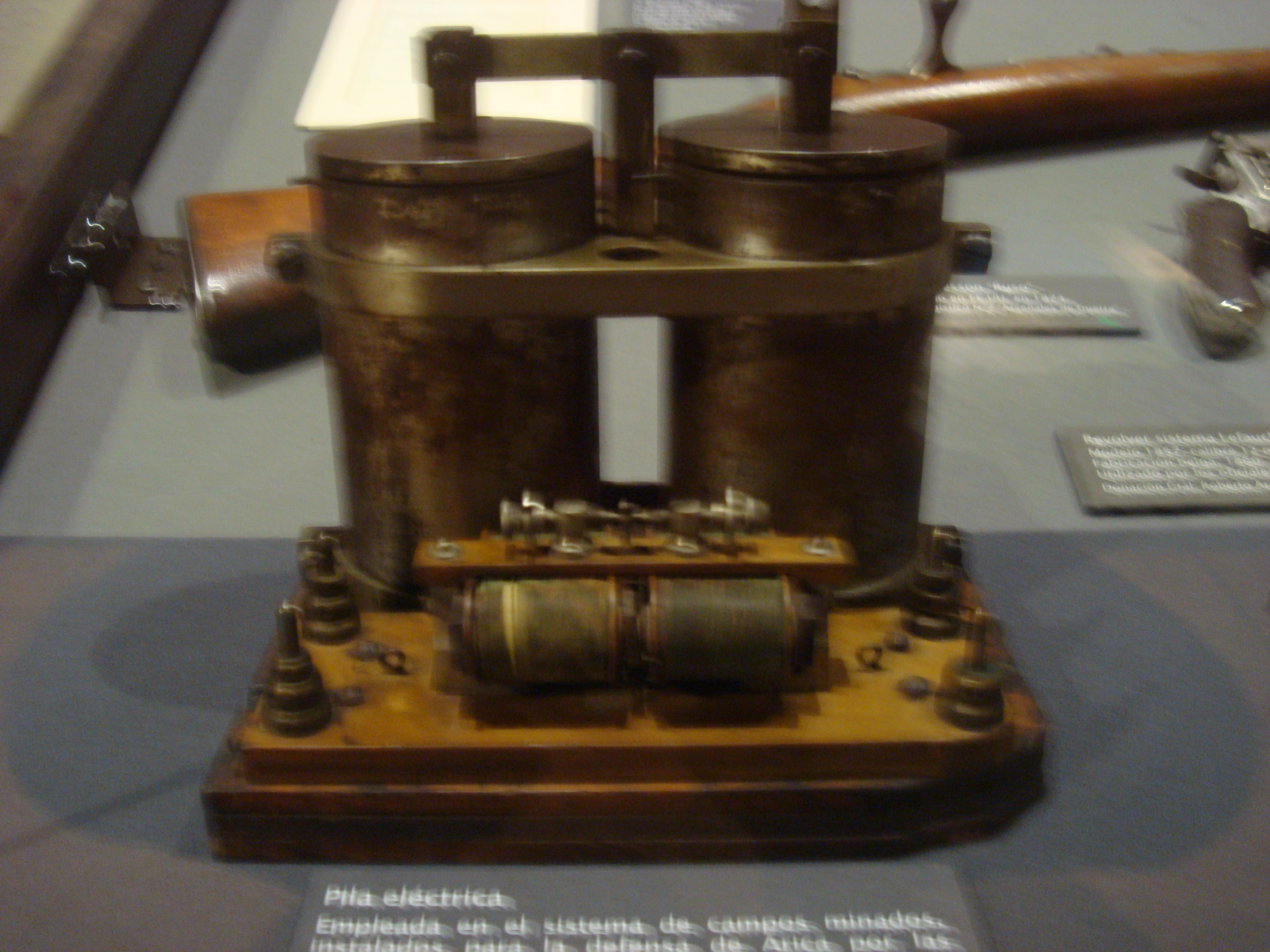
Pila eléctrica usada para detonar los polvorazos en Arica. Se conserva en el Museo Histórico y Militar de Chile.

Carlos Dellepiane describe las minas en Arica:: 266 
Las minas establecidas en la línea de parapetos, en las zonas pasivas existentes entre uno y otro de los fuertes, en el recinto mismo de alguno de estos, así como en algunos pasajes obligados, estaban constituídas por cargas explosivas de libra y media [0,7 kilogramos] o de doce [5,4 kilogramos] o de treinta libras [13,6 kilogramos]. La escasez de fulminantes hizo que se emplearan algunos del servicio de torpedos de la lancha "Alianza" y que se improvisaran otros con las substancias químicas que se hallaron en el puerto. Los conductores eléctricos que debían dar fuego a estas cargas explosivas se improvisaron, por falta de material apropiado, destorciendo un viejo cable de hierro que estaba abandonado en la playa y aislando los alambres, que de él se obtuvieron, con dos capas superpuestas de papel especialmente preparado, que los envolvía; estos alambres conductores no llegaron a ser enterrados, pues, en gran parte de su recorrido se hallaban simplemente sobre el suelo. Las pilas que habían de producir la energía eléctrica necesaria para determinar la explosión, fueron también improvisadas con productos químicos y elementos de circunstancias, adquiridos o recogidos en las farmacias de la localidad.
En total Elmore usó 2500 kg de explosivos.: 250 
De un informe sobre las defensas de Lima enviado por agentes secretos chilenos destacamos el párrafo sobre "sembradíos" de explosivos:: 218 
Se sabe que estas minas las hai de dos tipos. Unas que son grandes i que llaman polvorazos, que consisten en dinamita puesta bajo tierra i mui disimulada que se hace estallar desde la distancia por medio de cables de electricidad.
Hai otras más pequeñas estallan al peso de un hombre o bestia. Sobre estos últimos he podido indagar que son granadas de cañones de 70, puestas punta arriba y que al pisar la espoleta estallan.

## Efectos
Como arma de defensa en Arica los polvorazos no tuvieron gran efecto, en parte porque por alguna razón muchas no estallaron, según Dellepiane porque el bombardeo anterior habría cortado los cables eléctricos.: 289 . No consiguieron detener el avance de la infantería chilena. Sin embargo, estos instrumentos, desconocidos hasta entonces por los chilenos, sirvieron para justificar atrocidades cometidas durante y después de la batalla. Debido a su impotencia al ser atacados por un enemigo que no veían, los soldados consideraban los polvorazos "desleales e de uso impropio para la guerra". Vicuña Mackenna cita el mensaje del comandante del Regimiento 3° de Línea a los defensores del morro:: 1135 
Que si recibimos orden de tomar la plaza a viva fuerza, la tomamos pero que si hacen uso de dinamita, por más esfuerzos que hagamos será imposible hacer prisioneros porque el furor del soldado en esos momentos no se podrá contener.
Durante la Guerra de Secesión su uso era también controvertido.